# Trussardo da Calepio II
Trussardo da Calepio (Calepio, 1450-1475 – 1543) è stato un politico e militare italiano.

## Biografia
Trussardo da Calepio era figlio di Nicolino e nipote di Trussardo I della famiglia dei conti Calepio proprietaria del castello a Castelli Calepio. 
Il nonno aveva avuto il diritto sul castello e su molte proprietà del territorio dal doge di Venezia per i servizi che aveva offerto alla repubblica veneziana. Sposò Maddalena della Sale dalla quale ebbe tre figli: Nicolino, Ruggiero e Giulio.

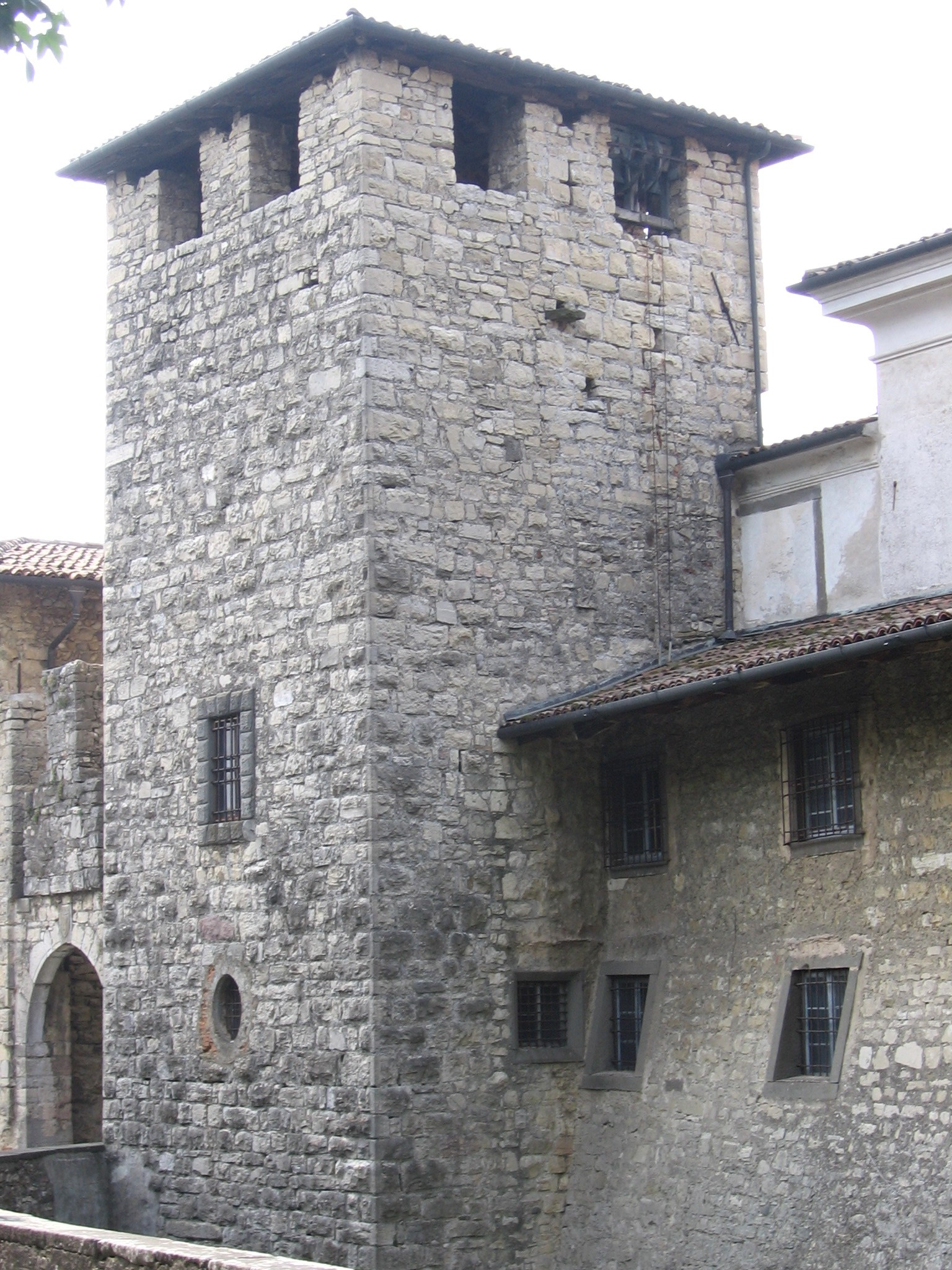
Castello di Calepio dei conti di Calepio

Trussardo non sempre appoggiò la Repubblica di Venezia che occupava la città di Bergamo e il territorio bergamasco. 

Nel 1496 gli eredi dello zio paterno Bartolomeo Calepio, Antonio e Bettino gli contestarono i diritti sulle proprietà, presentandosi con testimoni provenienti dalle nobili famiglie bergamasche. La questione fu ripresa nel 1506, ma il Trussardo riuscì a mantenere i diritti che aveva ricevuto per via paterna. Dal testamento del 4 luglio 1484 di Nicolino, si evince che Trussardo II fosse il suo primogenito, e quindi erede universale. Il fratello Gerolamo si avviò alla carriera ecclesiastica diventando canonico della cattedrale di Sant'Alessandro ereditando la proprietà in via Porta Dipinta, mentre Andrea e Ludovico sarebbero stati a carico di Trussardo che doveva versare loro la somma di 100 ducati doro e la concessione del vicariato della val Calepio.
Trussardo da Calepio II abitò probabilmente, prevalentemente a Bergamo dove fu eletto nel Collegio dei giudici cittadini, e tra il 1499 ed il 1508 ricevette l'incarico di ambasciatore rappresentando il governo veneziano.  Nel 1509 fu inviato da Luigi XII re di Francia con una delegazione. Questo lo portò a diventare filo francese. Il 17 maggio 1509, si recò infatti a Caravaggio con il conte Suardi dal re francese a consegnargli la città e tutto il suo territorio, avendo in cambio i diritti e i privilegi sui propri territori. Al governo cittadino fu posto Antonio Maria Pallavicini a cui il 22 maggio il Trussardo pronunciò un'orazione consegnando la città ufficialmente ai francesi.

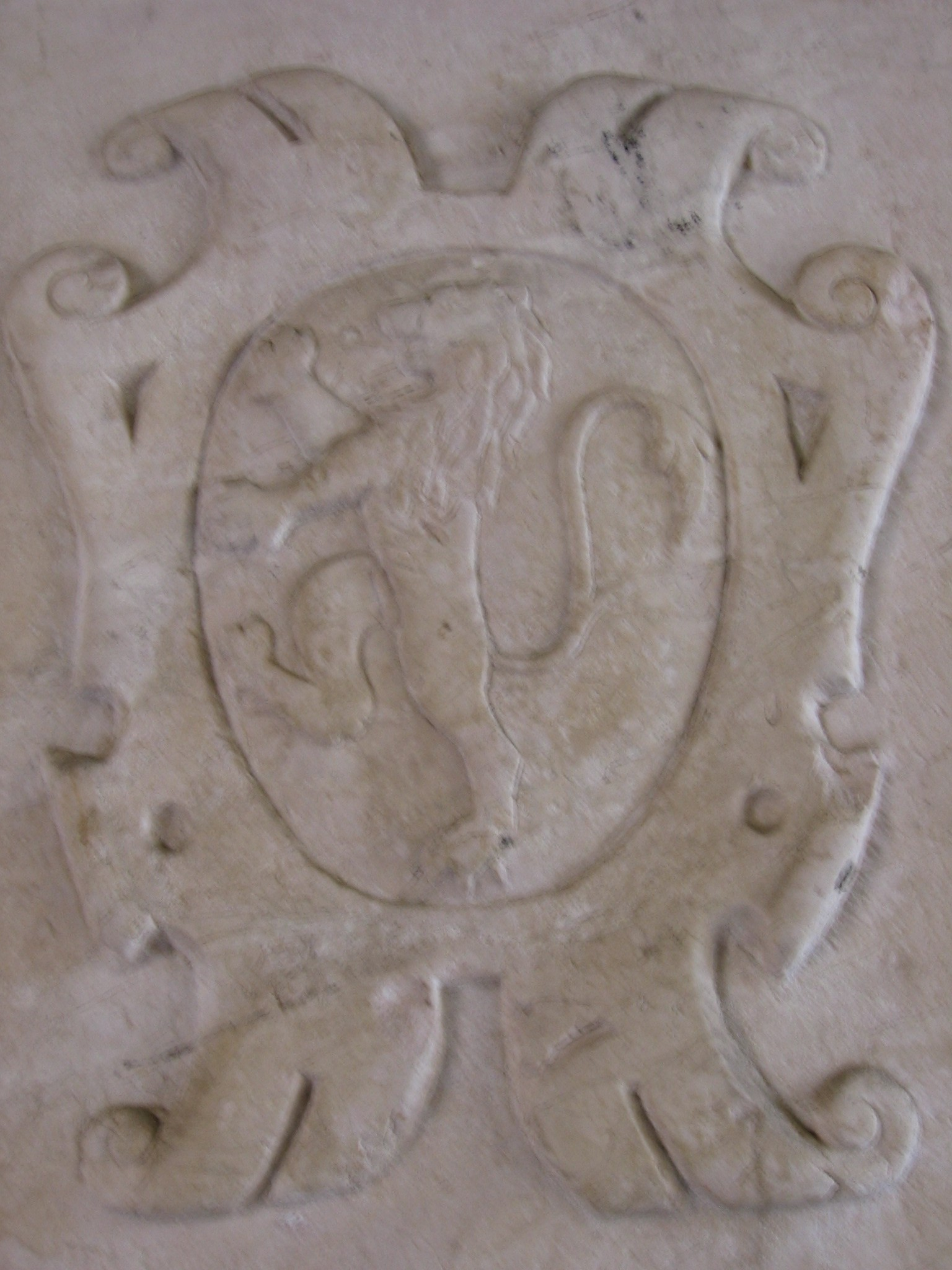
Stemma dei conti di Calepio

Trussardo però vedeva una instabilità nel governo francese, e benché avesse acquistato una casa a Milano, tramò a favore dei veneziani. Ma quando il fratello Andrea dovette fuggire per aver appoggiato la repubblica veneta tornò a porsi dalla parte francese e nel 1512 si mise a capo di un esercito composto da trecento soldati a difesa delle mura bergamasche. Malgrado questo i francesi non gli credettero e fu incarcerato a Trezzo e poi in Francia, perché ritenuto responsabile, assieme al giureconsulto Galeazzo Colombo, della rivolta della valle. 
I territori lombardi vivevano anni difficili, la città fu molte volte occupata e devastata dai diversi eserciti. 
Il conte Trussardo risulta che fosse tra gli amministratori cittadini del comune di Bergamo anche dal 1517 al 1523, nonché membro della Congregazione della Misericordia Maggiore della cattedrale mariana di Bergamo quando fu assegnato al Lotto la realizzazione delle tarsie della basilica.